# Голицыно (станция)
Голи́цыно — железнодорожная станция Смоленского (Белорусского) направления МЖД в одноимённом городе Одинцовского городского округа Московской области.

## История
Станция основана в 1870 году. Вокзальное здание было построено ориентировочно в 1905-1906 гг. по проекту неизвестного архитектора. В 1949 году станция прошла реконструкцию.
1 апреля 1939 года на станции скончался Антон Семёнович Макаренко.

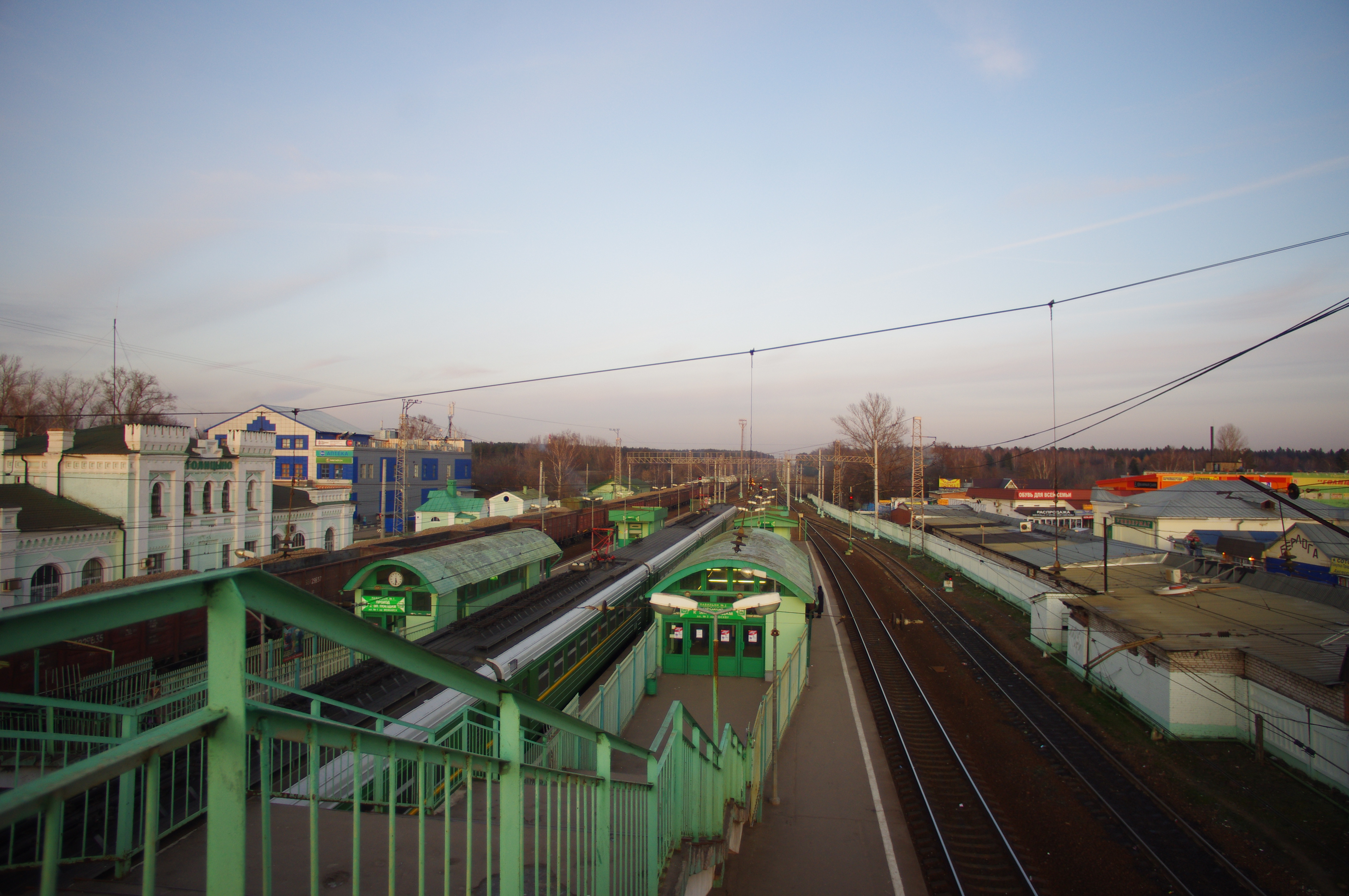
Вид на платформы и станционное здание, 2011 год
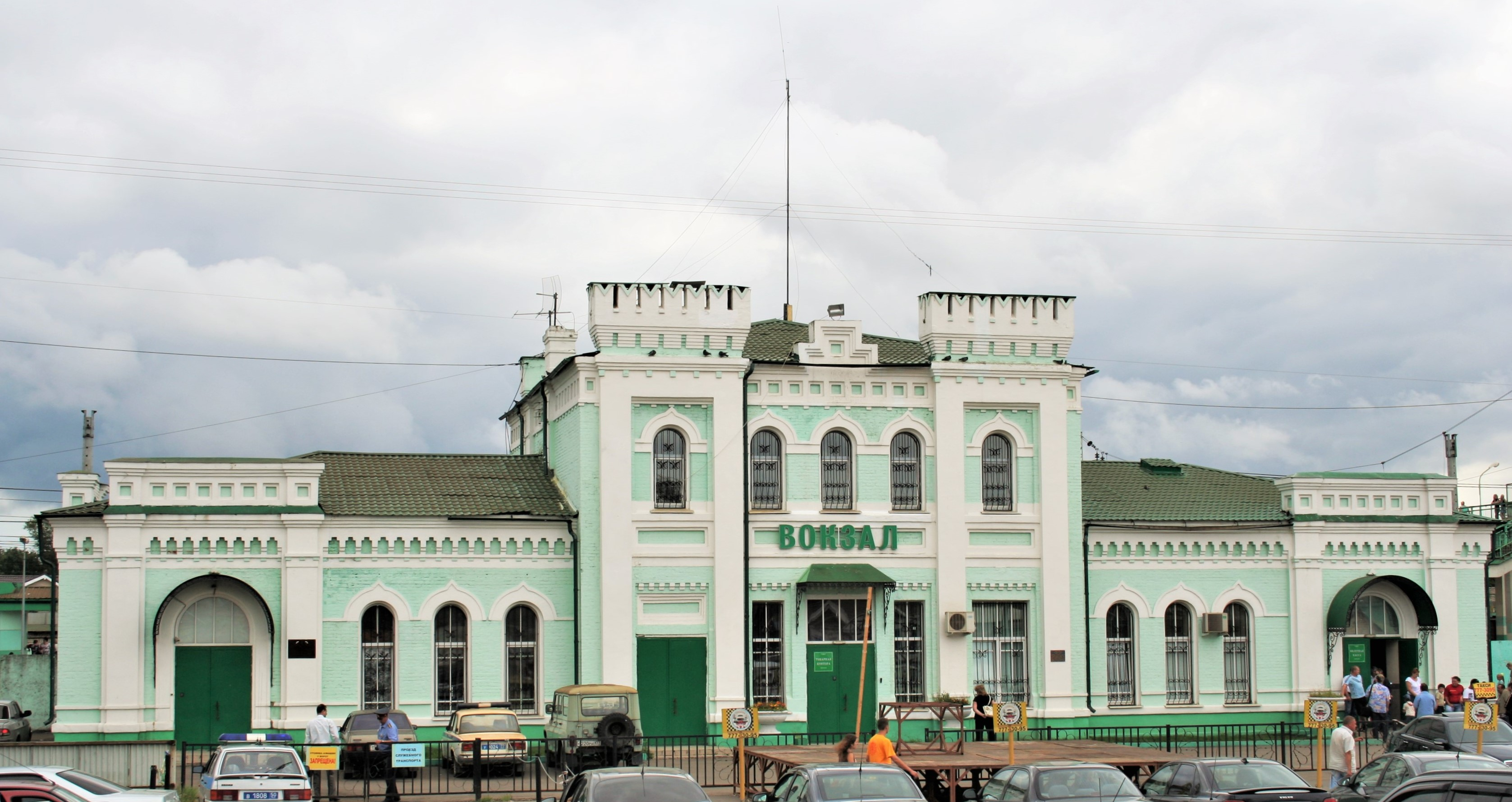
Вокзал станции, вид со стороны привокзальной площади, 2009 год

## Описание

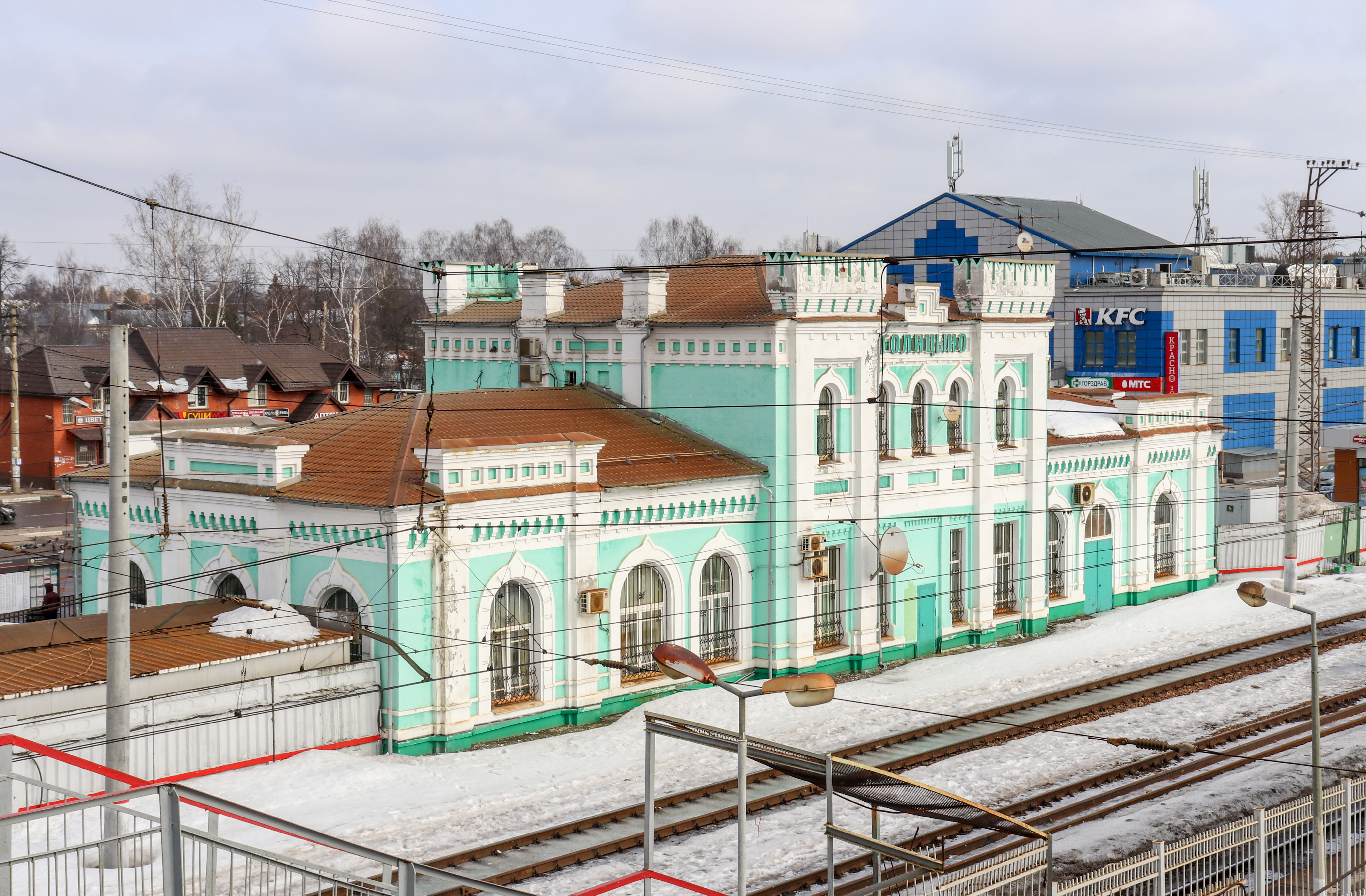
Вокзал станции. 2019 год

### Общая информация
По характеру основной работы является промежуточной, по объёму выполняемой работы отнесена ко 2-му классу. На станции заканчивается четырёхзначная светофорная автоблокировка.
Название станции восходит к названию города, который назван в честь Бориса Алексеевича Голицына, дядьки Петра I, чья усадьба находилась неподалёку.

### Расположение
Располагается в восточной части города недалеко от администрации городского поселения Голицыно.
Вблизи платформы расположен пересадочный узел на внутригородские и пригородные автобусы.

### Инфраструктура

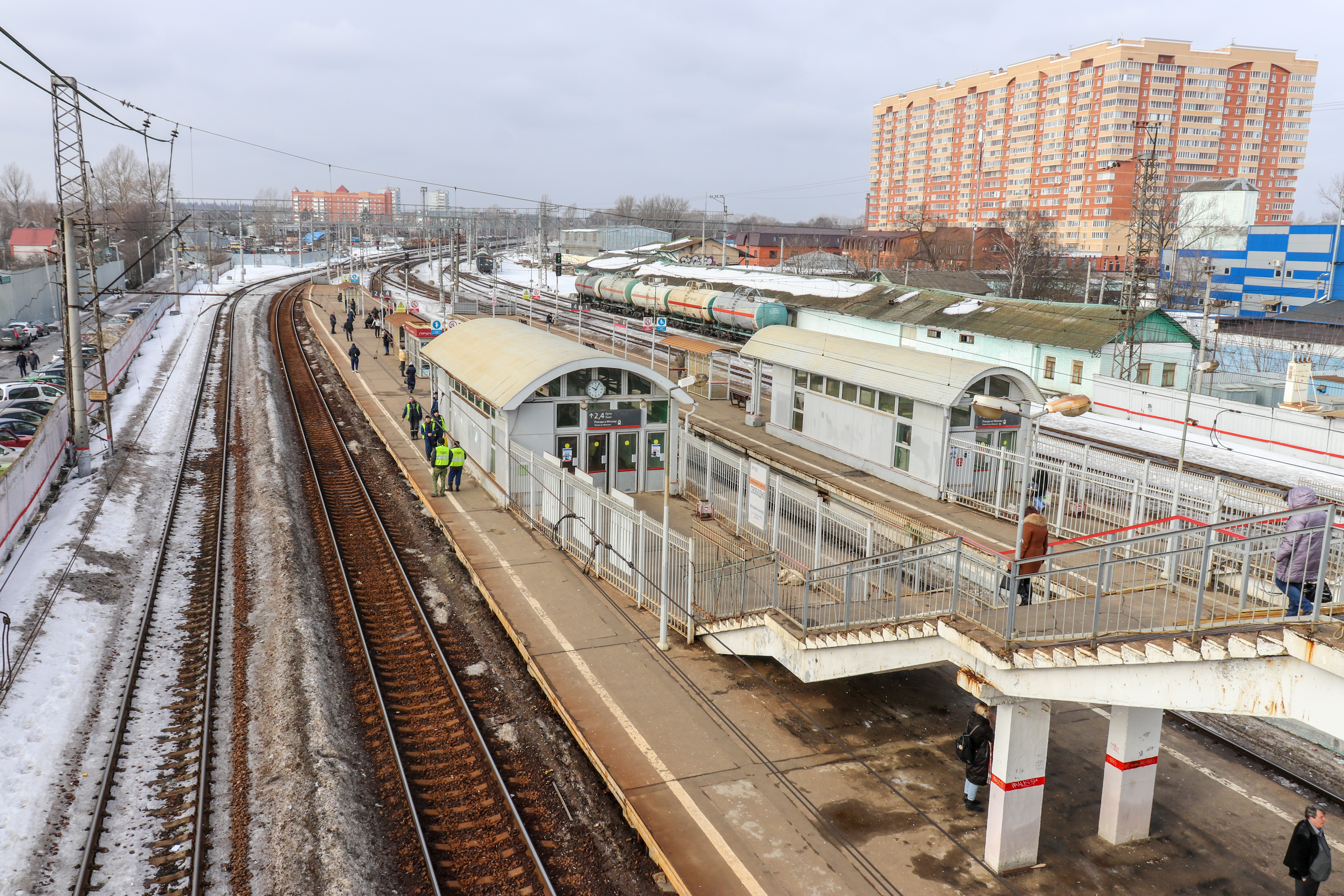
Вид на платформы

Состоит из двух высоких островных платформ, соединённых между собой надземным пешеходным переходом. Имеет вокзальное здание с залом ожидания.
Оборудована турникетами и билетопечатающими автоматами.

## Движение и путевое развитие

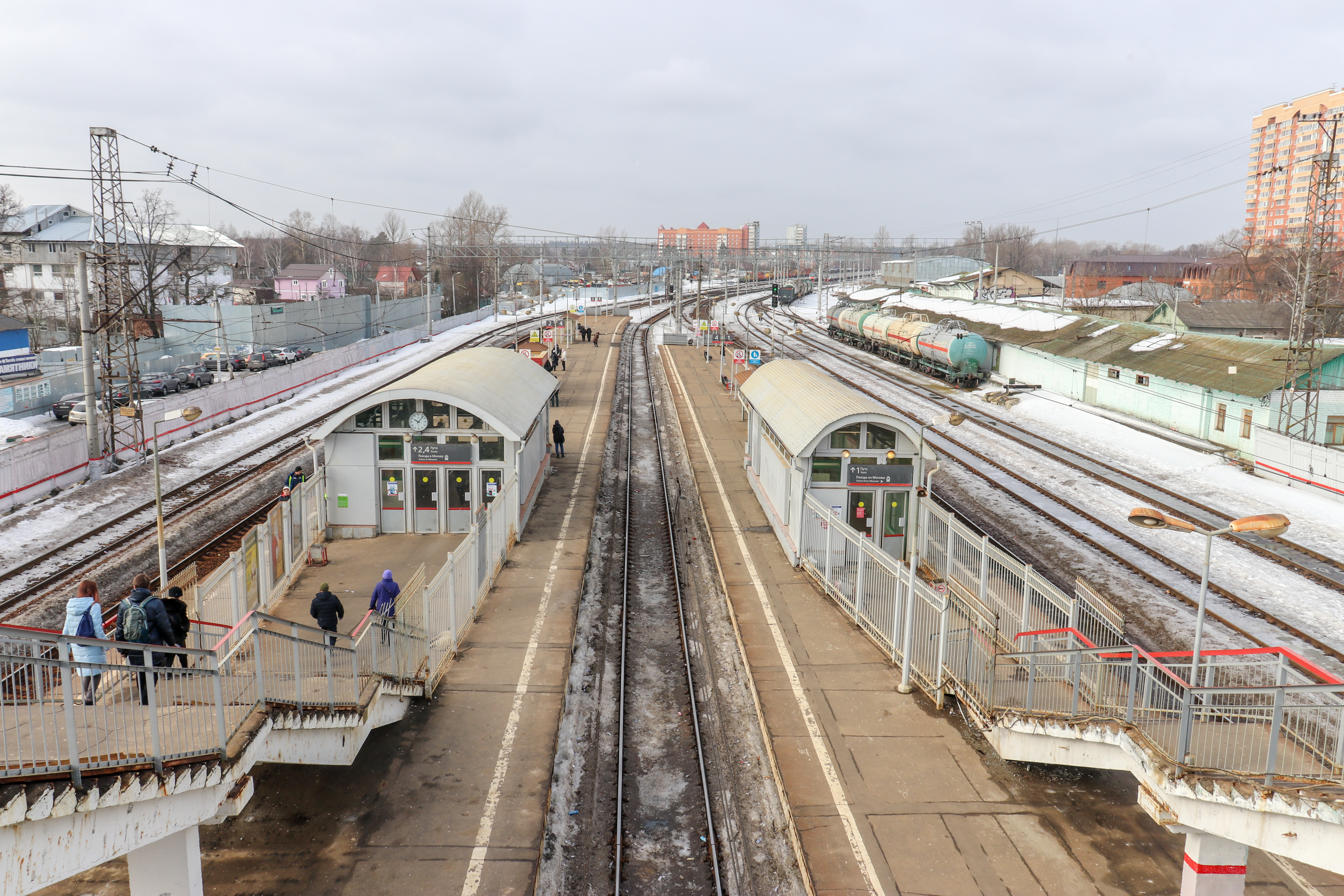
Платформы и турникетные павильоны станции, вид в сторону Кубинки, 2021 год

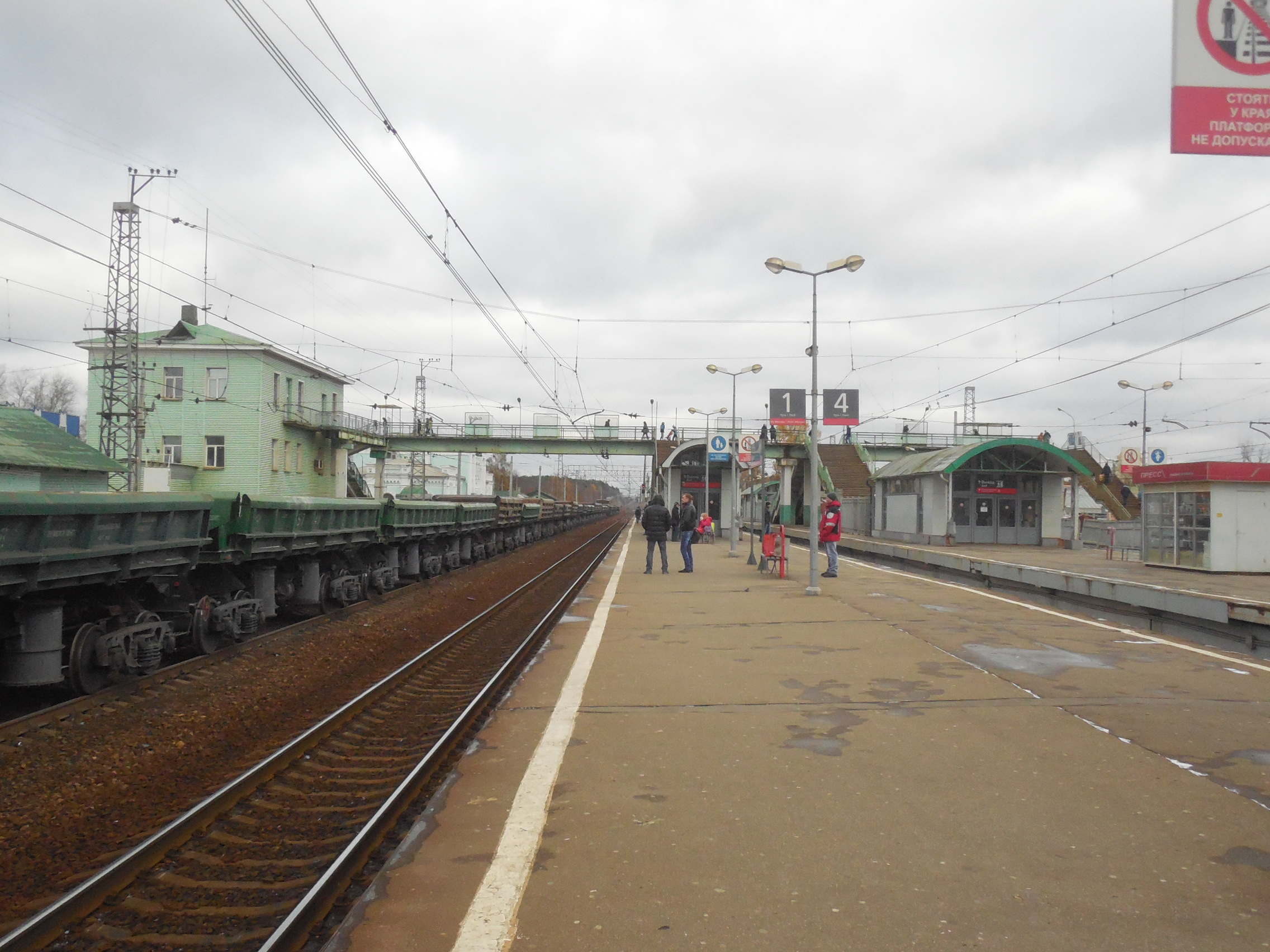
Вид на первую платформу

Кроме основного хода Смоленского (Белорусского) направления МЖД западнее станции начинается идущее впоследствии на север ответвление от основного хода на Звенигород.
На станции останавливаются пригородные поезда, а также экспрессы РЭКС. Поезда дальнего следования на станции остановок не производят.
Время движения от Белорусского вокзала — 59 минут.